# TV-året 2020

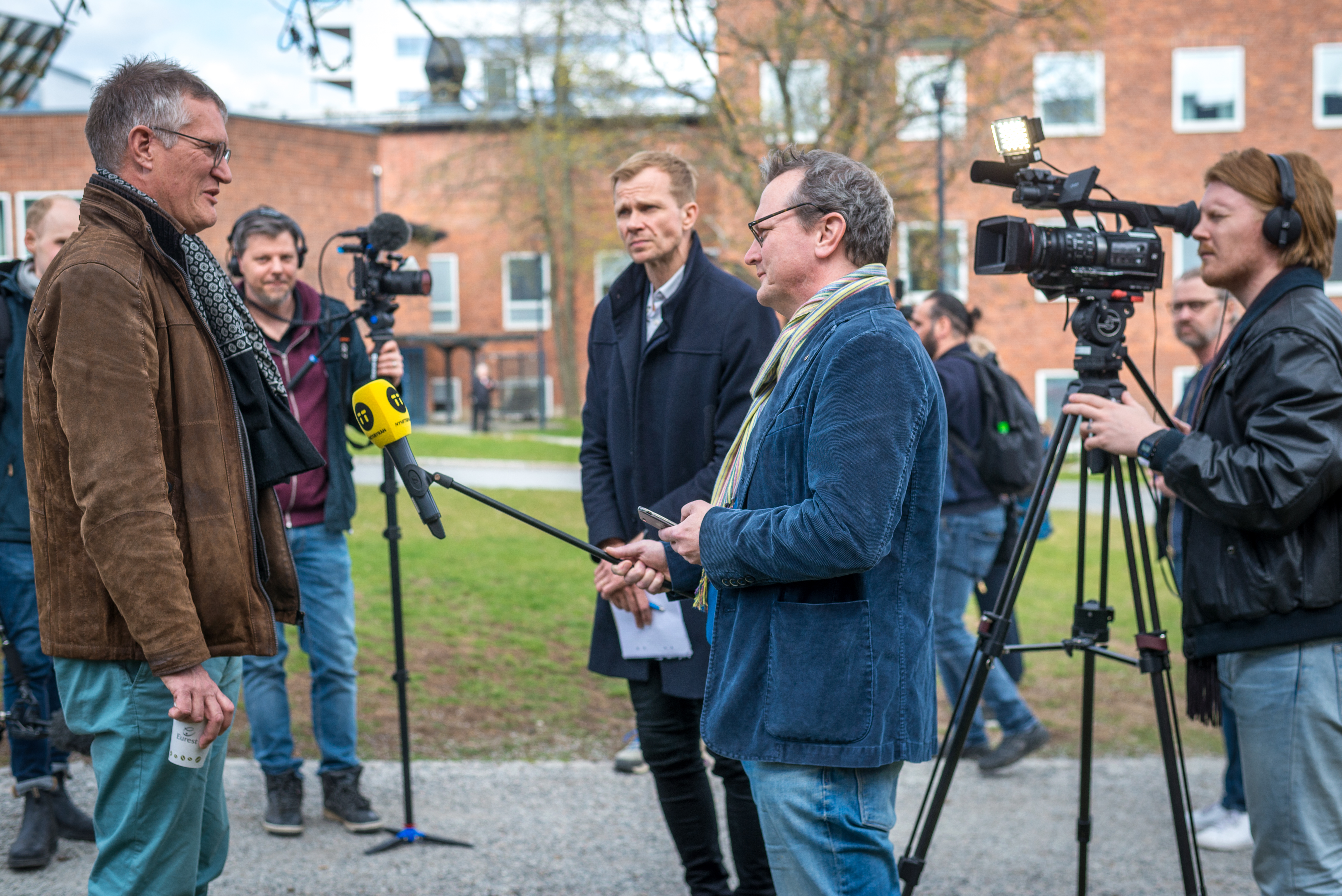
Coronapandemin präglade TV-året 2020.

TV-året 2020 präglades av Coronapandemin, och nyhetsrapporteringen kring den. I Sverige ökade tittandet på linjär-TV när pandemin slog till. I mitten av året började det linjära TV-tittandet återigen minska, bland annat efter att många av årets stora sportevenemang ställts in.

## Händelser
- 1 februari–7 mars – Melodifestivalen.[2]

## TV-seriestarter
- 28 januari – fjärde säsongen av Superstars[3]
- 10 februari – svensk premiär för åttonde och sista säsongen av Homeland.[4]
- 28 september – Estonia - fyndet som ändrar allt
- december – fjärde säsongen av Vår tid är nu[5]

## Avlidna
- 3 januari – Christopher Beeny, 78, brittisk skådespelare (Herrskap och tjänstefolk).
- 17 januari – Derek Fowlds, 82, brittisk skådespelare (Javisst, herr minister, Tillbaka till Aidensfield).
- 21 januari – Terry Jones, 77, brittisk komiker (Monty Pythons flygande cirkus).
- 7 februari – Orson Bean, 91, amerikansk skådespelare (Doktor Quinn).
- 3 mars – David Wise, 65, amerikansk TV-manusförfattare.[6]
- 1 april – Yvonne Schaloske, 68, svensk skådespelare (Rederiet).
- 15 april – Adam Alsing, 51, svensk programledare (Twist & Shout, Tur i kärlek, Casanova, Adam, Utmanarna, Big Brother, Masterplan, Jeopardy, 100 %, Pokerfejs, Tack gode gud, Sveriges värsta bilförare, Förkväll, Adam Live, Min pappa är bättre än din pappa, Talang, Arga snickaren med Adam Alsing, Top Gear Sverige) och radiopratare.
- 28 april – Jill Gascoine, 83, brittisk skådespelare (Onedinlinjen, Kommissarie Maggie).
- 14 juni – Doris Funcke, 78, svensk skådespelare (Svenska hjärtan).[7]
- 5 november – Joy Westmore, 88, australisk skådespelare (Kvinnofängelset).
- 10 november – Sven Wollter, 86, svensk skådespelare (Hemsöborna, Gyllene år, Raskens, Mördare utan ansikte, Ivar Kreuger,  Sally, Van Veeteren, Dieselråttor och sjömansmöss).
- 23 november – Abby Dalton, 88, amerikansk skådespelare (Maktkamp på Falcon Crest).[8]
- 30 november – Betty Bobbitt, 81, australisk skådespelare (Kvinnofängelset).